# Hedgpethia chitinosa
Hedgpethia chitinosa is een zeespin uit de familie Colossendeidae. De soort behoort tot het geslacht Hedgpethia. Hedgpethia chitinosa werd in 1943 voor het eerst wetenschappelijk beschreven door Hilton. 